# Костел і монастир бернардинців (Збараж)
Костел святого Антонія з Падуї  та монастир бернардинців в Збаражі — храмово-монастирський комплекс у місті Збаражі на Тернопільщині. Одна з найдавніших споруд міста, розташовується в його центрі на правому березі річки Гнізни і є пам'яткою архітектури XVII—XVIII століть.

## Відомості
Дідич міста, краківський каштелян князь Юрій Збаразький, утримуючи в своїх військових загонах священників-бернардинців, 1627 р. поселив їх у невеликому, побудованому для них дерев'яному монастирі в Збаражі. Одночасно почав будувати мурований костел і монастир у заболоченому місці південної сторони Збаража, тому фундаменти храму були укріплені дубовими палями. Після його смерті будівництво продовжив князь Януш Вишневецький і його дружина Євгенія з роду Тишкевичів. Будівництво закінчилося в 1637 р. У 1675 р. монастирський комплекс було знищено турецькими військами Ібрагіма Шишмана і лише в 1746 р. розпочалось будівництво нового — набагато більшого, ніж попередній, костелу та монастиря, які й збереглися до наших днів.
Фундатором костелу і монастиря був воєвода Станіслав Потоцький. Будівельними роботами керував його проєктант і виконавець Ян Ганц — архітектор з міста Кнурува (Сілезія). В 1752 р. костел був посвячений під назвою святого Антонія і святого Юрія і відданий для користування. Повністю закінчений і обладнаний костел освятив 2 серпня 1755 р. Луцький латинський єпископ Антоній Еразм Воллович. У найближчих роках закінчено будівництво монастиря, відбудовано господарські будинки. Вся територія новозбудованого монастиря оточена досить високим камінним муром з оглядовими бійницями.
У 1768 році при монастирі відкрили шпиталь, у 1777 — парафіяльну школу та латинськомовну гімназію. Також проводились провінціяльні капітули. У 1785 році австрійська влада закрила монастир. У 1788 році він згорів, вціліла тільки дзвіниця.
1946 р. костел і монастир більшовики закрили. Римо-католицьке (в основному польське) населення переселено, з храму зробили склад, у монастирі — лікарню, а з 1970 р. — напівпровідниковий завод.
25 серпня 1990 р. відбулося урочисте посвячення тимчасової каплиці (до 1993 р. — у минулому червоний куток заводу «Квантор»), в якій проходило Богослужіння. Заново костел освячений 3 серпня 2000 року львівським архієпископом Мар'яном Яворським.
З 1994 року монастирський комплекс знаходиться на балансі Національного заповідника «Замки Тернопілля», де за його старанням проводяться ряд відновлювальних робіт у монастирських приміщення, а також був заново перекритий дах храму. У 2012 році були проведені роботи по реставрації двох веж та верхнього фронтону костелу святого Антонія і святого Юрія. Брак державного фінансування не дає провести повний об'єм необхідних консерваційних і реставраційних робіт всередині храму: укріпити, а з часом відновити розпис стін, оновити знищені вівтарі з унікальною дерев'яною скульптурою майстра Антона Осінського, розчистити підвальні приміщення святині (щоправда, нещодавно провели розкопки в підвалинах монастиря та знайшли багато людських кісток).
Тепер в приміщенні монастиря діють установи Збаразької РДА. Ченці-францисканці, які повернулись до Збаража в 1990 році, проживають у приватному помешканю неподалік храму.
Протягом чотирьох століть його стіни не раз зазнавали руйнувань від турецько-татарських орд, пожеж, війн і революцій. Найбільшого занепаду зазнала ця святиня за часів радянської влади. І лише тепер, у незалежній Україні, цей старовинний костел знову повертається до життя.

### Опис
Костел мурований з каменю в стилі бароко, є тринавною базилікою з видовженим на схід прямокутним у плані вівтарем і увігнутою конфігурацією завершеного щпилем фасаду. Вежі чотириярусні, закінчуються дерев'яними куполами, які покриті бляхою та увінчані металевими хрестами. Третя декоративна вежа (сигнатурка) над апсидою згоріла під час пожежі 1941 р. нині не відновлена. Дах костелу високий двосхилий, оформлений фронтонами, покритий бляхою. В інтер'єрі простір розкривається вглиб об'єму. Перекриття — хрещаті та півциркульні з розпалубками на підпружних арках, що спочивають на потужних широких стовпах. До західної стіни примикають півкруглі в плані хори.
Всередині храму частково збереглися фрески художника XVIII ст. Станіслава Строїнського. У 1750 р. в костелі працював львівський різьбяр, уродженець Збаража Антон Осінський — автор декору дев'яти вівтарів та цілого ряду дерев'яних скульптур, що знаходилися в головному вівтарі. У храмі було ще дванадцять бокових, що давало змогу відправляти Богослужіння священикам одночасно біля тринадцяти вівтарів, які так як і колони були покриті сусальним золотом. У 1860 році храм розписали львівські художники Станіслав Строїнський[джерело?] і Ян Дуль. Створений за Станіслава Потоцького в барочному стилі монастирський комплекс зберіг і до нині свою архітектурну композицію.

### Настоятелі храму
- о. Давид (2016 р.)[15]

### Усипальниця
У підземеллі храму було пишно поховане тіло (серце — у костелі реформатів Крем'янця) фундатора Станіслава Потоцького.